# Julija Lipnitskaja
Julija Vjatjeslavovna Lipnitskaja (russisk: Ю́лия Вячесла́вовна Липни́цкая, tr. Júlija Vjatjeslávovna Lipnítskaja; født 5. juni 1998 i Jekaterinburg) er en russisk kunstskøjteløber. Hun var med på holdet der vandt guld i holdkonkurrencen i kunstskøjteløb ved Vinter-OL i Sotji. Hun er også europamester (2014) og i 2012 blev hun juniorverdensmester.

## Ekstern henvisning
- Wikimedia Commons har flere filer relateret til Julija Lipnitskaja
- Julija Lipnitskaja Arkiveret 1. april 2014 hos  Wayback Machine på Sochi2014.com
- Julia Lipnitskaias profil på Olympics.com (engelsk)
- Julia Lipnitskaias profil på Olympic.org (arkiveret) (engelsk)
- Julia Lipnitskaias profil på Sports-Reference OL-resultater (arkiveret) (engelsk)
- Julia Lipnitskaias profil på Olympedia (engelsk)
- Julia Lipnitskaias profil hos ISU (engelsk)

| Kunstskøjteløber | Spire Denne biografi om en kunstskøjteløber er en spire som bør udbygges. Du er velkommen til at hjælpe Wikipedia ved at udvide den. |